# Афанасьевка (Татарстан)
Афана́сьевка — деревня в Кайбицком районе Республики Татарстан (Россия). Входит в состав Большекайбицкого сельского поселения.

## География
Афанасьевка расположена на левом берегу реки Бирля, напротив устья реки Берля. Деревня находится в 5 км к северу от районного центра — села Большие Кайбицы, в 2 км к западу от села Семекеево.

## История
Деревня основана не ранее XVIII века. Известна также под названием Малиновка.

## Население
Численность населения: в 1992 году — 130 человек, в 2010 году — 134 человека. Национальный состав: татары — 70 %, русские — 26 %, чуваши — 4 %.